# Austrolimnophila crassipes
Austrolimnophila crassipes är en tvåvingeart som först beskrevs av Frederick Wollaston Hutton 1900.  Austrolimnophila crassipes ingår i släktet Austrolimnophila och familjen småharkrankar. Inga underarter finns listade i Catalogue of Life.